# さんま・福澤のホンマでっか!?ニュース
さんま・福澤のホンマでっか!?ニュース（さんま・ふくざわ - ）は、フジテレビ系列で不定期に放送されていた情報特別番組で明石家さんまと福澤朗の冠番組。初回は「さんま・福澤の超報道2005ほんまでっか!?ニュース」というタイトルだった。第3回から第7回までは金曜21・22時台の枠（金曜エンタテイメント→金曜プレステージ）で放送されていた。

## 番組内容
元は総合演出の武田誠司が「お台場明石城」で2005年9月5日放送時にプレゼンした「明石家さんまの俺の話を聞けぇ」だったが、放送時には「ホンマでっか!?ニュース」に改題されていた。現行題の試作版（それを第1回とカウント）を「明石城」で2005年9月12日に放送し、特別番組化。
司会は全編通して、明石家さんまと福澤朗が務めた。
- イメージキャラクター・ヤッターマンの「豚もおだてりゃ木に登る」の「おだてブタ」（タツノコプロ）を評価対象にゲストパネラーがコメンテーターの押しボタンでコメントを評価。
- 第5回からは前回放送分からのニュースランキング（年末放送分は1年分、どこで調べたかは不明）を発表。
- 2009年10月19日から当番組は、発展版とも言える『ホンマでっか!?TV』として『バラパラ』枠にてレギュラー放送化され、2010年10月からはゴールデンタイムに昇格した。なお福澤朗は起用されず。レギュラー化以後も2009年末の特別番組は「さんま・福澤の…」として放送されたが、以後の特別番組には福澤は出演していない。

### 第2回
（2005年12月30日23:30-24:30）
- 2005年のニュース総集編を行い、2005年のニュースのVTRがマッハのスピード（生野文治のナレーションも超早口）で流れた。
- コメンテーター：評価委員が良し悪しを+-ボタンで評価で、森本敏（政治評論家）、宮崎哲弥、宮塚利雄（国際政治評論家）がテレンス・リーを脅かしていた。
- 評価委員は戸田恵子、杉田かおる、梨花、眞鍋かをり、東野幸治。
- また、井脇ノブ子をゲストに迎え、司会と中野美奈子アナとトークを繰り広げた。
- 2006年1月16日の反省会によると、総合演出の武田誠司Dの意図（ジャーナリスティック）とは逆の展開になってしまった。
- 関東地区の視聴率は13.0%

### 第3回
（2006年4月28日21:00-22:52放送）
- 解説者・宮塚利雄（北朝鮮情勢の研究者）、テレンス・リー（プロフェッショナルボディーガード、元傭兵）、井上公造、小川和久（小泉純一郎のブレーン、軍事アナリスト）、北芝健（元公安警察、警察評論家）、森本敏、宮崎哲弥。
  - 小川の小道具・プロポリスを解説者全員持っていた。
  - BSEの話題の時、宮塚の著書「日本焼肉物語」に全員納得。この地点で最優秀コメンテーターは宮塚になった。
  - 宮塚が研究室にパネラーの1人・若槻千夏を連れて行ったVTRが流れた。
- パネラー・矢口真里、梨花、柴田理恵、北村総一朗、麻木久仁子、柴田理恵、東野幸治、ビビる大木、RIKACO。
- スペシャルゲストの安倍晋三と、さんまがアーチェリー対決をして、安倍晋三が勝利。
- 豚の声・南海キャンディーズ
- 関東地区の視聴率は15.9%

### 第4回
（2006年9月15日21:00-22:52放送。収録時間約5時間）
1. さんま「テポドン飛んだら、游玄亭(焼肉店)の予定も飛んだ」
2. さんまは、最初のスポーツニュースの話題の最中に「青いハンカチ」で汗を拭いて、お笑い王子と呼ばれた。(さんま曰く「鉄板や」)
3. さんまの「やきもちを焼くと精子が増える」の話にパネラー達が＋を押し過敏に反応、福澤が「押しても豚はいませんよ」とフォロー。

- アシスタント（ニュース読み）・高島彩アナウンサー
- 解説者・宮塚利雄、テレンス・リー、森本敏、宮崎哲弥、北芝健、井上公造、塚本昌彦（科学評論家）、河合敦(歴史評論家)。
  - 最優秀コメンテーターは事実上、歴史を語った河合敦。
- パネラー・石原良純、和希沙也、柴田理恵、杉田かおる、東野幸治、松居一代、MEGUMI、ユンソナ、梨花
ゲストパネラー陣（MEGUMI、ユンソナ、柴田理恵、石原良純）のホンマでっか!?ニュースも披露
  - 松居一代が石原慎太郎・東京都知事を訪問インタビュー
- スペシャルゲスト
  - 亀田興毅とエアホッケー対決（3点先取の3本勝負）
「亀田家の表札はオリジナル」
    - 亀田が3-2、0-3、3-2のスコアで勝利。さんまは罰ゲームのパーデンネンを20年ぶりに披露。エンディングはパーデンネンのギャグを出演者全員で行った。

  - ジャガー横田と木下博勝の愛の軌跡
- 視聴率13.5%（ビデオリサーチ関東地区調査）

### 第5回
（2006年12月8日21:00～22:52放送）
- オープニング冒頭での明石家さんまの重大ニュースは「家（自宅）に突然細木数子さんがやって来た!」と出演者は騒然。実は当時「細木数子は同局の『新春かくし芸大会』（このとき大本番は収録済）のオープニング演目で日本舞踊を習っていて、日本舞踊の教室と間違って自宅の呼び鈴を押した」と話した。ちなみにかくし芸のオープニング演目は放送前日の2006年12月7日に収録された。
- ゲストパネラーがスイッチを押すと、豚が膨らみ、やしの木に豚が1段ずつ上がる形式に、再設定変更。5段階上がると、やしの木から祝砲。
- 2006年の日本人が選んだ重大ニュースを、ランキング形式でベスト30を発表。

日本人が選んだ2006年ニュース BEST 30（調査組織不明）
1. 北朝鮮核実験
宮塚利雄のスクープ「北朝鮮の教科書で核の作り方掲載」
北朝鮮の拉致問題
金正日の孫は実は日本国籍を持っていた?
2. 安倍内閣発足&安倍昭恵
3. 悠仁さまご誕生
4. 北海道日本ハムファイターズ日本一
5. 荒川静香、イナバウアーで金メダル
6. 王ジャパン、ワールド・ベースボール・クラシック王者に
7. 2006 FIFAワールドカップジーコジャパン惨敗
8. オウム真理教教祖に死刑判決
9. 飲酒運転事故多発
北芝健のスクープ「留置所に弁送する女性配達人」
10. ハンカチ王子
11. 戦後最長 平成景気
井上公造「景気の変動によって、東野幸治の年収が変わる」
12. ライブドア・ショック、村上世彰も逮捕
13. 偽メール問題
14. 駐車場取り締まりに民間参入
15. 東京、2016年夏季オリンピック誘致
16. 高等学校必履修科目未履修問題
17. 小泉純一郎退任
18. Winnyで機密文書流出相次ぐ
19. 耐震強度偽装問題
20. アメリカ牛肉輸入再開
21. 携帯電話に新サービス
  - 携帯電話の通話の盗聴は国家単位のテロ対策?
22. イラクから自衛隊撤退
テレンス・リーのスクープ「アメリカCIAのニカラグア国家転覆マニュアル」
23. 冥王星、惑星から外れる
河合敦「実は別人になっていたらしい聖徳太子 源頼朝肖像画、鎖国もしてなかった？」
24. 異常気象で被害続出

テレンス・リーの「デイ・アフター・トゥモローの原作はアメリカの国家機密が流出して書かれたもの」から最終的には堀越のりが他のゲストパネラーにいじられる結果となった。
25. 芸能界結婚サプライズ
テレンス・リーのスクープ「アメリカ・囚人の出会い系サイト」
26. 北朝鮮日本人拉致30年目
27. 女医の娘誘拐事件
28. 旅客機テロ阻止
北芝健の「テロ対策で一番危険なのは庭」、小川和久の「アルカイダになろうと思えば誰でもなれる」という話から他のコメンテーターがテロ対策の持論を展開
29. メタボリック・シンドローム
30. 日本人画家盗作疑惑

- コメンテーター:井上公造、小川和久、河合敦、北芝健、テレンス・リー、宮塚利雄、森本敏
  - 宮塚は常に「緊急発信装置」を携帯。
  - 最優秀コメンテーター:北芝健（5段階中5段階、豚が木登った）
- ゲストパネラー:関根勤、小池栄子、神田うの、柴田理恵、酒井敏也、東野幸治、ビビる大木、眞鍋かをり、堀越のり
- スペシャルゲスト:新庄剛志
- 視聴率17.4%（ビデオリサーチ関東地区調べ）

### 第6回
（2007年5月18日21:00～22:52放送）
- オープニング出演者紹介

2007年1月～5月のニュースランキングベスト30を発表(調査組織不明)
1. 東国原英夫宮崎県知事誕生
2. 暖冬
3. 世界フィギュアスケート選手権2007　安藤美姫が金
4. 地震　石川県の次は三重県
5. 六カ国協議
6. 東京マラソン
7. 石原慎太郎知事3期目
8. 安倍首相支持率回復？
9. レッドソックス松坂大輔
10. 全日空機胴体着陸
11. 森進一「おふくろさん」騒動
12. イラク戦争5年目の憂鬱
13. タミフル10代に相次ぐ異常行動
14. 東京ミッドタウンオープン
15. 中国人工衛星破壊実験
16. 西武スカウト不正
17. 生保・損保保険金未払い
18. 星野JAPAN誕生
19. 給食費未納者全国で急増
20. 国際線で液体物の持込制限
21. 遺産600億元プレイメイト謎の死
22. 志賀原発臨界事故を隠蔽
23. 堀江貴文実刑判決
24. 金属盗難が多発
25. 安倍内閣ゆとり教育を見直し
26. NASA女性宇宙飛行士逮捕
27. 不二家期限切れ牛乳使用
28. 漁船沈没救命ボートで漂流
29. PASMOサービス開始
30. 紀香＆陣内華麗なる挙式

- さんまが最新鋭機器LREDを体験
- 視聴率14.2%（ビデオリサーチ関東地区調べ）

出演
- コメンテーター:池田清彦[1]（科学）、井上薫（法律）、井上公造（芸能）、北芝健（警察）、杉山光男（歴史）[2]、田嶋智太郎（経済）[3]、テレンス・リー（軍事・最優秀コメンテーター）、姫野友美[4]（医療）、宮塚利雄(国際政治)、森本敏（経済）
  - 今回初めて女性コメンテーター（姫野友美）が参戦。評論家軍団の入れ替えが行われた。
  - 虎の門#話術王シリーズの演出使用
- 視聴者代表(ゲストパネラー)：北村総一朗、柴田理恵、関根勤、中尾明慶、ビビる大木、堀越のり、梨花、若槻千夏
- ゲスト:（放送当時）宮崎県知事の東国原英夫

### 第7回
- （2007年9月21日21:00~22:48 JST 金曜プレステージ枠放送[5]）
- 視聴率8.8%(ビデオリサーチ関東地区調べ)

2007年5月～9月のニュースランキングベスト15
1. 安倍首相辞意表明
2. 中国 ずさんな食品品質管理
段ボール肉まんなど中国製品の安全性問題
呉民民「偽卵の作り方」
3. 北海道ブランド 偽造相次ぐ
田嶋＆池田「サバがマグロを産む？驚きのメカニズム」
4. 消えた年金記録
5. 記録的猛暑&台風9号直撃
木下優子「【医療】未来を変えるカプセル!?」次世代型の胃カメラを紹介
田嶋智太郎がスパイカメラの最新設備を、武田邦彦がラジコンヘリ内蔵スパイカメラ最新映像を紹介。
6. 中華航空機炎上 奇跡の脱出
7. 新潟県中越沖地震で原発火災
8. コムスン問題
9. 北朝鮮で豪雨 南北首脳会談延期
宮崎哲弥「アメリカが北朝鮮と急接近!?」
宮塚利雄が極秘入手した北朝鮮グッズ（パンツ）を紹介
10. 芸能界に熱愛スクープ続々
井上公造「熱愛スクープには法則がある!?」選挙と熱愛スクープの意外な関係を紹介
  - さんまがハタチの恋人クランクイン前日の長澤まさみ熱愛報道に激怒

太田宏美「女性が慰謝料を多く獲る方法」
11. 横綱朝青龍 モンゴル帰国
12. 住民税大幅アップ
テレンス・リー（フィリピン・セブ島のCPDRでアルゴリズムたいそうで囚人を更生）
鈴木紗理奈が「インドネシアではレゲエで囚人を更生させる」と話そうとしたが、鈴木と噂の恋人の話に差し替えられた
13. 世界で活躍する日本人
14. 逮捕でお騒がせ 羽賀研二＆パリス・ヒルトン
15. 相次ぐ値上げ

ホンマでっか!?リサーチ
コーナー進行：高島彩、コーナーナレーション：冨永みーな
フランス、シャルル・デュパン開発の「CGが飛び出す絵本」
- コメンテーター：池田清彦（科学）、井上公造（芸能）、太田宏美（法律）、北芝健（警察）、木下優子（医療）、呉民民（中国）、武田邦彦（環境）、田嶋智太郎（経済）、谷澤忠彦（年金）、テレンス・リー（軍事）、宮崎哲弥（政治経済）、宮塚利雄（北朝鮮）
  - 最優秀コメンテーター：田嶋智太郎
- パネラー:石原良純、木下優樹菜、柴田理恵、鈴木紗理奈、関根勤、東野幸治、ビビる大木、森泉、柳原可奈子
- トークゲスト：丸山和也
丸山ら国会議員の給与明細を紹介。丸山は当選直後の2007年7月分の議員給料（実働2日分なのに給料は1か月分）に激怒。

### 第8回
2007年12月30日21:00-23:09（JST）放送視聴率13.3%（ビデオリサーチ関東地区調べ）
- 主な内容…ニュースランキングを廃止。2007年のニュースを順に検証。

1. テレンス・リーの世界のホンマでっか!?刑務所映像（刑務所訪問の女性アイドルデュオ）
2. 激動の2007年総決算!気になるアノ真相すべて教えまっせスペシャル

- コメンテーター：森本敏、武田邦彦、池田清彦、宮塚利雄、井上公造、北芝健、有馬晴海（政治）、宮崎哲弥、テレンス・リー、田嶋智太郎
- パネラー（視聴者代表）：ラサール石井、柴田理恵、磯野貴理、東野幸治、宮迫博之、土田晃之、フィフィ、井上和香、ウエンツ瑛士、マリエ
- スペシャルゲスト
新婚さん：青木さやか、神田うの、川島なお美
ベストセラー作家：田村裕

### 第9回
2008年12月28日21:00-23:05（JST）放送　視聴率16.7%（ビデオリサーチ関東地区調べ）
- 主な内容…本年1月から他系列局で「ヤッターマン」リメイク版の放送が始まったためか、おだてブタが廃止。コメンテーター陣の研究発表がパネラー陣の総意を得られると「給付金」がもらえる。
- コメンテーター：森本敏、武田邦彦、池田清彦、井上公造、有馬晴海、宮崎哲弥、テレンス・リー、田嶋智太郎
  - 前回の武田邦彦の「地球環境のために分別やリサイクルをするのはまったく無意味」という内容が大きな反響を呼んだため、今回のメインになった。その一方で、これまで一貫して取り上げられてきた軍事・北朝鮮ものが姿を消し、関係するコメンテーターは放送上一言も話さなかった。
- パネラー（視聴者代表）：高畑淳子、磯野貴理、東野幸治、土田晃之、椿姫彩菜、上原美優
- スペシャルゲスト
この一年で大きく変わってしまった人：くいだおれ太郎＆柿木道子（くいだおれ女将）、ダンテ・カーヴァー、鼠先輩、デンジャラス、本田昌毅、村上知子、吉田沙保里＆栄和人

### 第10回
2009年12月30日18:30-23:18（JST）放送　視聴率11.5%（ビデオリサーチ関東地区調べ）
- 主な内容…遺伝子検査で寿命測定!、政権交代・不況・環境問題 ニュースの裏を暴く!、芸能界の裏をスクープ!!、ホンマでっか!?大予言
- コメンテーター：井上公造、金子哲雄、和田秀樹、武田邦彦、有馬晴海、池田清彦、テレンス・リー、森永卓郎、須田慎一郎、飯島勲、橋本淳司、尾木直樹、青沼陽一郎、櫻井幸雄、門倉貴史、栗田宣義、岩田昭男、逢坂ユリ
- パネラー:土田晃之、江川達也、勝俣州和、JOY、品川祐、東ちづる、ラサール石井、椿姫彩菜、磯野貴理、東野幸治

## スタッフ
- ナレーター：垂木勉
- 構成 : 海老克哉、酒井健作、植竹英次、日夏万喜江/大岩賞介、倉本美津留、北本かつら
- 美術 : 三竹寛典
- セットデザイン : 棈木陽次
- 美術進行 : 林勇
- 大道具 : 清水雅泰
- アクリル装飾 : 橋本順
- 電飾 : 田中信太郎
- 装飾 : 太田博之
- 生花装飾 : 荒川直史
- メイク : 高梨由美子（さんま担当）
- スタイリスト : 矢野悦子（さんま担当）
- 特殊装置 : 日下信二
- SW（スイッチャー） : 岩沢忠夫
- カメラ : 藤本伸一
- VE（ビデオエンジニア）  : 高木稔
- 音声 : 森田篤
- 照明 : 本沢啓史
- VTR編集 : 林奈緒
- MA : 足達健太郎
- CG : 鈴木鉄平（シムイメージ）
- 音響効果 : 田中寿一（J-WORKS）
- TK（タイムキーパー） : 楮本眞澄
- 編成 : 小松純也、中島寛朗
- 広報 : 谷川有季
- デスク : 明石令奈
- AP （アシスタントプロデューサー）: 佐藤一巳、児玉芳郎、田隝宗昭
- ディレクター : 石川綾一、永田修一、石武士、森健宣
- 演出 : 武田誠司、城間康男
- プロデューサー : 亀高美智子/朝倉千代子（アルファ・グリッド）、安藤厚司（4-Legs）
- チーフプロデューサー : 清水宏泰
- 技術協力 : ニユーテレス、FLT、IMAGICA、D-Craft、J-WORKS
- 制作協力 : 4-Legs、グスク
- 制作 : フジテレビバラエティ制作センター

過去のスタッフ
- プロデューサー : 高橋正秀（～第5弾）